# Port de Pornichet
Le port de Pornichet, rassemblant un port d’échouage et un port de plaisance, est situé sur la commune de Pornichet, dans le département français de la Loire-Atlantique.

## Présentation

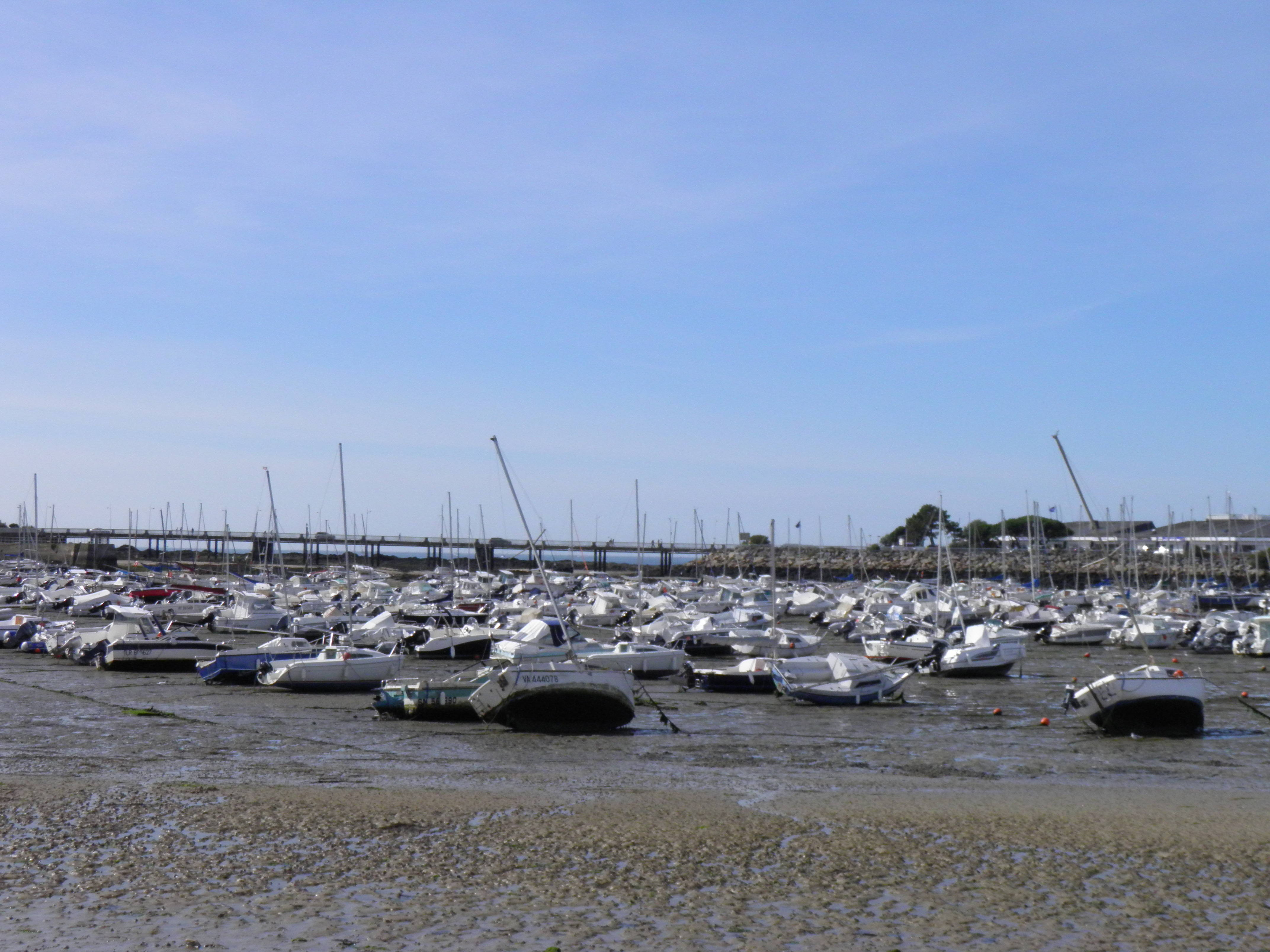
Le port d'échouage.

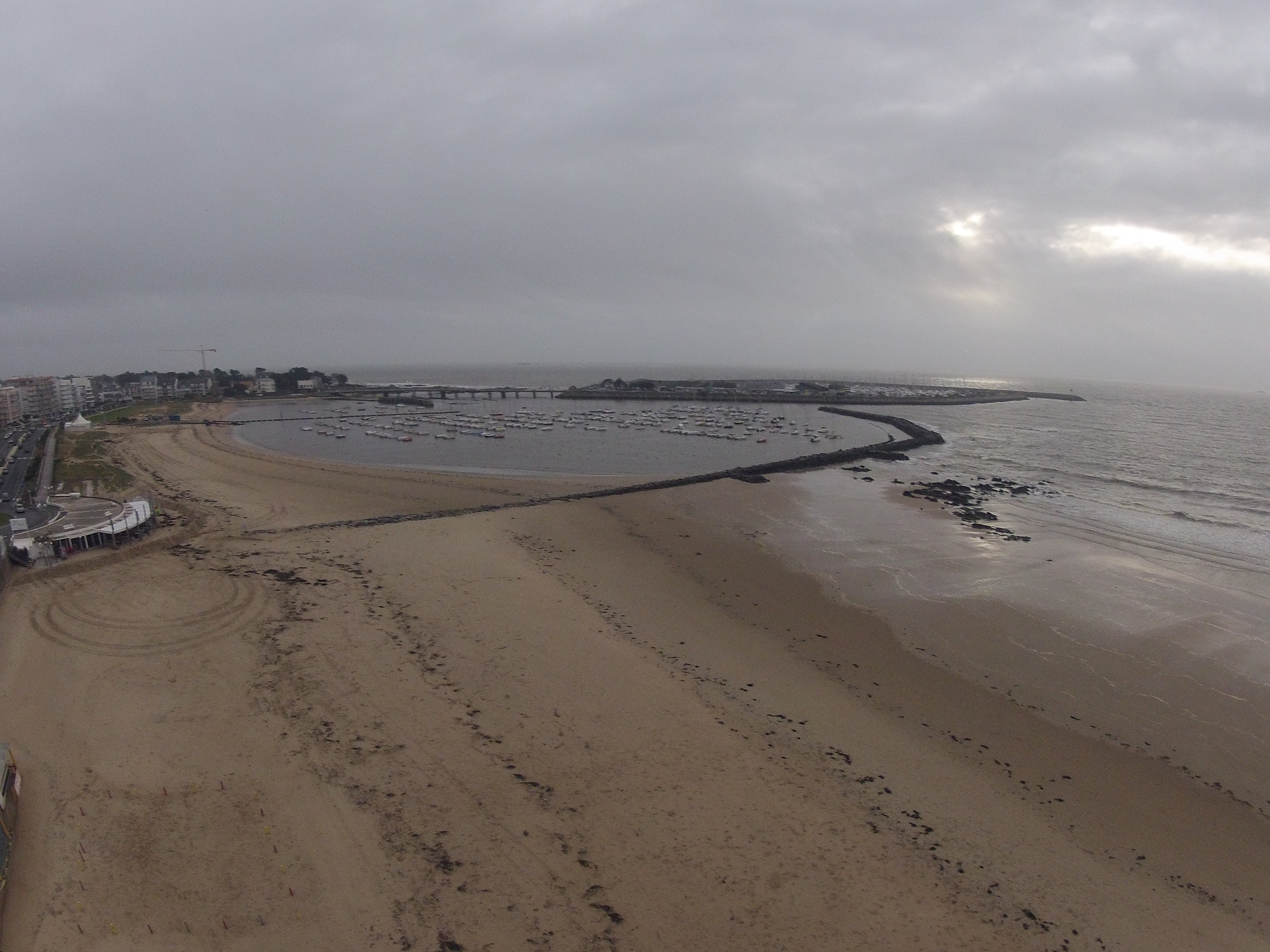
Le port d’échouage est aménagé sur la partie orientale de la plage des Libraires, en survol de laquelle est pris ce cliché. En arrière-plan, à droite, le port en eaux profondes, relié à la pointe du Bec par un viaduc. (Vue hivernale).

Le port se situe à proximité de la pointe du Bec, qui marque la limite entre les deux plages des Libraires et de Bonne-Source. Il est situé sur la façade maritime du Vieux-Pornichet.
Le port de plaisance est constitué de deux bassins : un port en eau profonde et un port d'échouage.
En 2016, le port de plaisance en eau profonde, le mieux aménagé, propose 1 150 anneaux, dont 150 sont réservés aux bateaux de visiteurs de moins de 25 m. Il est accessible en permanence et par tout type de temps. Il est protégé de la houle et du vent. Il est relié à la pointe du Bec par un viaduc routier de 250 m.
Le port d'échouage est géré par la CCI de Nantes - Saint-Nazaire. Il propose, en 2016, 480 places dont 21 sont réservées aux bateaux de visiteurs de moins de dix mètres. Sa profondeur à mi-marée est d'environ deux mètres.